# 짐바브웨 달러
짐바브웨 달러(기호: $ 또는 다른 달러와 구분하기 위해 Z$를 사용)는 1980년부터 2009년 4월 12일까지 짐바브웨의 공식 통화였다. 초인플레이션의 여파로 지금은 공식적 사용이 중지되었다.
비슷한 처지에 몰린 화폐로는 에콰도르 수크레와 베네수엘라 볼리바르가 있으며 에콰도르 수크레도 짐바브웨 달러와 마찬가지로 공식적 사용이 중지되었다.
현재는 RTGS 달러로 대체되었다.

## 기원

### 디자인
지폐 앞면의 주된 그림은 하라레 엡워스(Epworth)에 있는 치렘바 밸런싱 록(Chiremba Balancing Rocks)이다. 이 돌은 허약한 환경을 보존하는 것과 결부된 발전의 중요성을 설명하기 위해 은유적인 테마로서 사용된다. 이 돌은 짐바브웨 준비 은행의 엠블럼의 일부였는데 그 엠블럼은 모든 지참인 지급 수표(Bearer cheque)와 농업 수표(Agro cheque)에 사용되었다. 이 수표들은 2003년 9월 15일부터 2008년 12월 31일 사이에 유통되었다. 달러 지폐의 뒷면은 보통 짐바브웨의 문화 또는 짐바브웨의 랜드마크를 묘사한다.

## 역사

### 첫 번째 달러의 도입 (ZWD)
첫 번째 짐바브웨 달러는 1980년에 도입되었고 로디지아 달러(Rhodesian dollar)를 1대 1 비율로 대체했다. ISO 4217 코드는 ZWD였다. 당시 짐바브웨 달러가 도입되었을때, 짐바브웨 달러는 미국 달러보다 가치가 높았다(ZWD 1 = USD 1.47). 그러나, 화폐의 가치는 수년간 빠르게 가치가 떨어졌다. 2006년 7월 26일, 암시장에서 짐바브웨 달러의 가치는 Z$100=GB₤1로 떨어졌다.

### 두 번째 달러
2005년 10월에, 짐바브웨 준비 은행의 총재인 기데온 고노(Gideon Gono)는 "짐바브웨는 내년에 새로운 통화를 사용할 것이다"라고 선언하였다. 새로운 지폐과 동전은 현재의 짐바브웨 달러를 대체하게 된다. Gono는 새 통화의 이름을 정하지 않았다. 2006년 6월에, 재정부 부장관인 David Chapfika는 새로운 화폐가 도입되기 전에 짐바브웨는 두 자리 숫자의 인플레이션과 같은 거시경제적인 안정화를 이루어야 할 필요가 있다고 주장했다.
새로운 달러는 2006년 8월 1일에 1 새로운 달러 = 1,000 옛 달러의 비율로 단위가 바뀌었다. 새로운 달러는 100센트로 세분화되지만, 센트는 실제로 사용되지 않는다. 단위가 바뀜에 따라, 정부는 미국 달러와의 환율을 60퍼센트로 낮추어서 101,000 옛 달러(101 새 달러)가 1 미국 달러였지만, 환율이 바뀜에 따라 250 새 달러가 1 미국 달러가 되게 되었다.(아래의 환율 표를 참조하라). ISO는 처음에 이 새 화폐의 화폐 코드로 ZWN을 지정하였으나, 짐바브웨 준비 은행은 화폐 변화를 해결할 수 없어서 화폐 코드는 ZWD로 남게 되었다. 고노가가 "선라이즈 계획(Operation Sunrise)"이라고 명명한 평가 절상 캠페인은 2006년 8월 21일에 완료되었다. 약 10조의 옛 짐바브웨 달러(전체 통화량의 22%)가 이 기간 동안에 바뀌지 않은 것으로 집계되었다.
2007년 9월 6일, 짐바브웨 달러는 92%로 가치가 하락되면서 공식적인 환율이 30,000 짐바브웨 달러 가 1 미국 달러가 되게 되었다. 하지만, 암시장에서 환율은 600,000 짐바브웨 달러가 1 미국 달러가 될 것으로 추정된다.
그동안 WM/로이터는 암시장의 환율을 더 반영하는 개념적 환율(ISO ZWD)을 도입하였다. 환전의 부족이 있어 공식 비율을 얻기가 힘들었기 때문에, 계산 방법은 Harare(ZH)와 런던 주식 시장에 동시에 올라와있는 기업을 활용하는 Purchasing Power Parity에 기반하였다.

### 세 번째 달러
2008년 8월 1일 기데온 고노는 1000억 짐바브웨 달러를 1 짐바브웨 달러로 리디노미네이션하며, 새로운 통화 부호는 ZWR이라고 발표했다. 독일의 조폐소 기세케 데브린트는 더 이상 짐바브웨 화폐를 발행하지 않겠다고 발표했지만, 데일리 텔레그래프 지는 이 조폐업체가 예전에 이미 새 통화를 발행하여 짐바브웨에 공급해줬을 것이라고 보도했다.
통화고의 부족과 가치절상 때문에, 짐바브웨 정부는 일부 유통업체들에게 외화를 써도 좋다고 허락함으로써 공식적으로 외화 유통을 법적으로 인정했다. 이는 이미 많은 상점에서 짐바브웨 달러를 거부하고 대신 미국 달러나 남아프리카 공화국 랜드를 받고 있는 현실을 반영한 것이다.
2009년 1월 29일, 모든 짐바브웨 국민들은 어떤 화폐도 쓸 수 있도록 허용되었다.

### 네 번째 달러
2009년 2월 2일, 짐바브웨 준비은행은 1조 달러를 새로운 1 달러로 하는 화폐개혁을 했으며, 새 화폐의 부호는 ZWL이다.

### 인플레이션

로그 스케일로 그린, 공식 · 암시장 기준 · OMIR 기준 환율의 2001년 1월부터 변화 추이.

격렬한 인플레이션으로 인한 경제 붕괴는 짐바브웨 달러의 가치를 크게 떨어뜨렸다. 21세기 초에 짐바브웨는 초인플레이션을 경험하기 시작했다. 인플레이션은 2004년 초에는 624%였지만 2006년 12월에는 1,281.1%를 기록했다. 정책을 바꾸지 않으면, 2007년에는 5,000%를 넘을 것이며, 2008년에는 6,400% 퍼센트를 넘을 것이라고 IMF는 예측하였다.
2007년에는 인플레이션이 더 격렬하게 되어 2007년 4월에는 3,714%(전년 대비)를 기록하여 월간 인플레이션 비율은 100%를 기록했다. 이는 12개월에 400,000%를 넘는 인플레이션이 된다는 것을 뜻한다. 2007년 5월에는 4,530% (전년 대비)에 이르렀다고 측정하였다.
정부는 몇 짐바브웨 회사의 사장을 가격 인상 혐의로 체포하기도 하였다. 경제학자들은 일반적으로 이러한 행위는 오랜 기간 동안 문제를 해결하는 데 비효율적이라고 전망한다.
2007년 6월 21일에 짐바브웨 주재 미국 대사 크리스토퍼 델은 가디언지에 2007년 말까지 인플레이션율이 1,500,000%에 이를 것이라고 말했다. 현재 비공식적인 인플레이션율은 11,000%이며, 암시장 환율은 영국 파운드=40만 짐바브웨 달러이다.
2007년 7월 13일에 짐바브웨 정부는 인플레이션율의 공식 발표를 일시 중단한다고 발표했다. 이는 유래 없는 경제 붕괴를 상징하는 일방적인 인플레이션으로부터 사람들의 관심을 돌리기 위한 조치로 평가되었다.
2007년 7월 27일에 짐바브웨 소비자 회의(CCZ)는 최근 6 군데의 도시지역의 가정의 한 달 지출로부터 계산하면 6월달은 인플레이션율이 13,000%를 넘고 있다고 언급하였다. 중앙 통계국(CSO)은 2007년 2월에 연간 인플레이션율을 1,729%라고 발표한 이래로 소비자 물가 지수를 발표하지 않았다.
2007년 9월에 짐바브웨 준비 은행과 중앙 통계국은 2007년 8월 인플레이션율을 6,592.8%라고 발표하였다. 그러나 비공식적으로는 20,000%를 넘는 것으로 추정된다. 2007년 10월에는 9월 인플레이션율을 7,892.1%, 11월에는 10월 인플레이션율을 14,840.5%라고 발표했다.
2007년 9월 27일에 중앙 통계국의 수석 통계학자 Moffat Nyoni는 더 이상 인플레이션율을 계산하는 것이 불가능하다고 선언했다. 이는 기본 물품의 이용이 부족하고 인플레이션율을 계산하는 데 필요한 정보 또한 부족하기 때문이었다. IMF는 인플레이션이 한 해에 100,000%까지 올라갈 것으로 예측하고 있다.
2008년 2월 14일에 중앙 통계국은 2007년 12월의 인플레이션율이 66,212.3%라고 발표했다. 이 시기의 비공식적인 환율은 미국 1달러 대비 Z$7,100,000였다.
2008년 2월 20일, 중앙 통계국은 공식적으로 2008년 1월의 인플레이션율이 100,000%를 넘어서 100,580.2%를 기록했다고 발표했다.
2008년 7월 16일, 기데온 고노 짐바브웨 중앙은행 총재는 인플레이션율이 지난 2월 당시의 165,000%에서 13배 정도 상승해 현재 2,200,000%를 기록했다고 밝혔다.

### 현재
인플레이션으로 인해 공식적 사용이 중지되었다. 그 대신 미국 달러, 일본 엔, 런민비, 레바논 파운드, 유로, 영국 파운드, 인도 루피, 러시아 루블, 오스트레일리아 달러 등을 수입해 사용하고 있으며 미국 달러를 짐바브웨 대표 통화로 기능한다. 짐바브웨 문서 참조.

## 동전
1980년, 동전은 1, 5, 10, 20, 50센트, 1달러의 종류로 도입되었다. 1센트 동전은 청동으로 만들어졌고, 나머지 동전은 백동으로 만들어졌다. 1989년, 청동이 도금된 강철은 청동을 교체했다. 2달러 동전은 1997년에 도입되었다. 2001년, 니켈 도금 강철은 10, 20, 50센트와 1달러 동전에서 백동을 대체했고, 바이메탈 5달러 동전이 도입되었다.
짐바브웨 준비 은행의 계획에 따라, 새 Z$5,000, Z$10,000 동전이 2005년 6월에 발표되었다. 그러나, 동전은 결코 등장하지 않았다.
첫 번째 달러로부터 시작한 모든 구 동전들은 효과적으로 그들의 가치를 10조배 증가하면서 2008년 8월 세 번째 달러의 액면가로 재도입되었고 새로운 $10, $25 동전이 도입되었다. 이 동전들은 2003년에 주조 되었으나 단지 리디노미네이션과 함께 발행되었다.

## 같이 보기
- 헝가리 펭괴
- RTGS 달러 - 짐바브웨 달러의 후신 격인 화폐
- 베네수엘라 볼리바르 - 비슷한 처지에 놓인 통화
- 이란 리알 - 세계에서 가장 낮은 통화